# Mérindol-les-Oliviers
Mérindol-les-Oliviers település Franciaországban, Drôme megyében. Lakosainak száma 209 fő (2022. január 1.). Mérindol-les-Oliviers Mollans-sur-Ouvèze, Bénivay-Ollon, Propiac, Faucon és Puyméras községekkel határos.

## Népesség
A település népességének változása:
| Lakosok száma | 201  | 171  | 201  | 188  | 211  | 222  | 236  | 220  | 213  | 209  |
|               | 1968 | 1982 | 1990 | 2006 | 2013 | 2015 | 2017 | 2019 | 2020 | 2022 |